# Gustav Strömsholm
Elis Gustav Fredrik Strömsholm, född 15 november 1945 i Vasa, död 8 april 2008, var en finländsk journalist. Han var son till Algot Strömsholm.
Strömsholm var redaktionschef vid Radio Österbotten 1979–1997 och därefter redaktör vid Rundradions samhällsredaktion. Han blev teologie doktor 1997.